# Pénée (mythologie)
Pour les articles homonymes, voir Pénée.

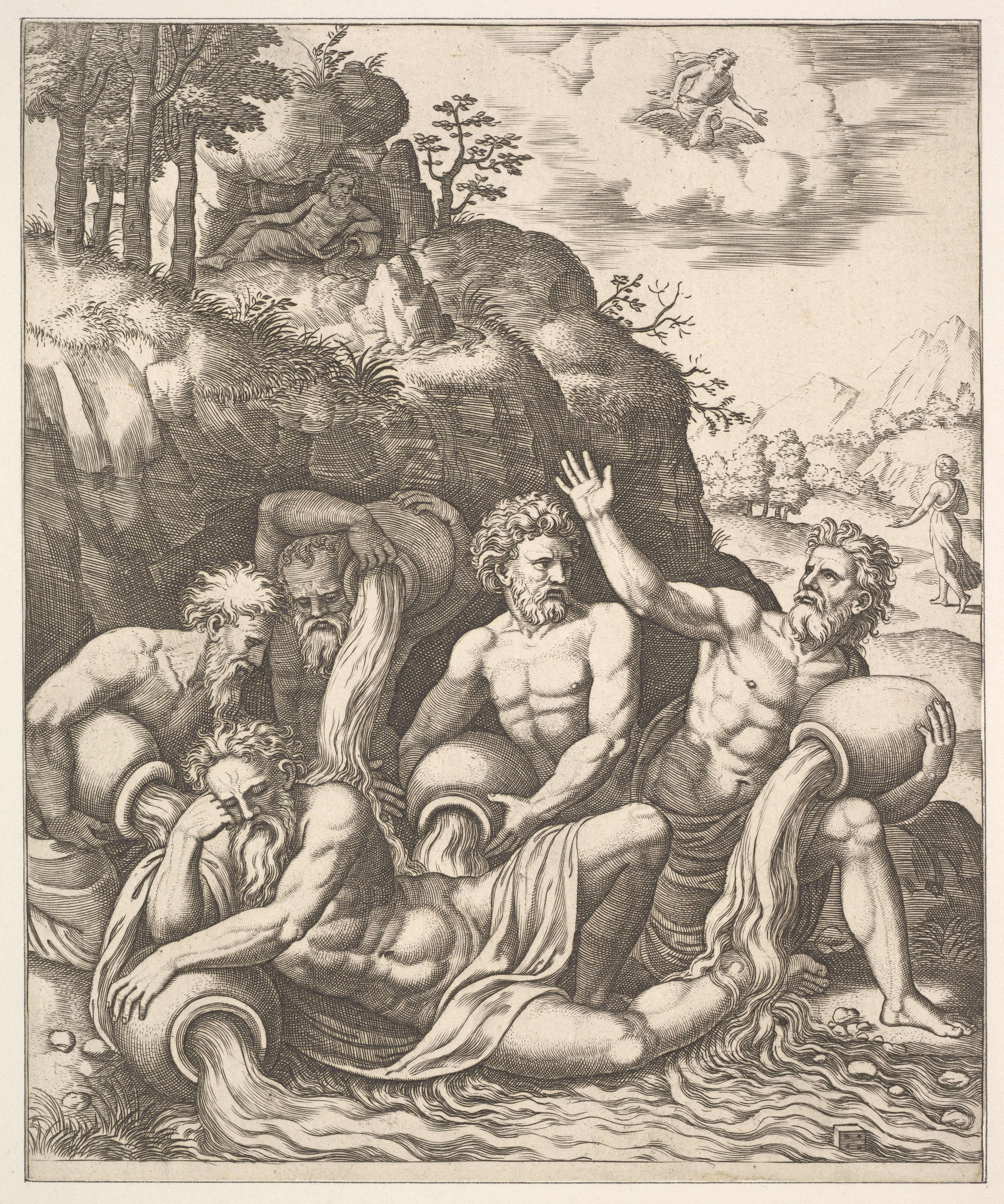
Les dieux fleuves consolant Pénée dela perte de sa fille, Daphné

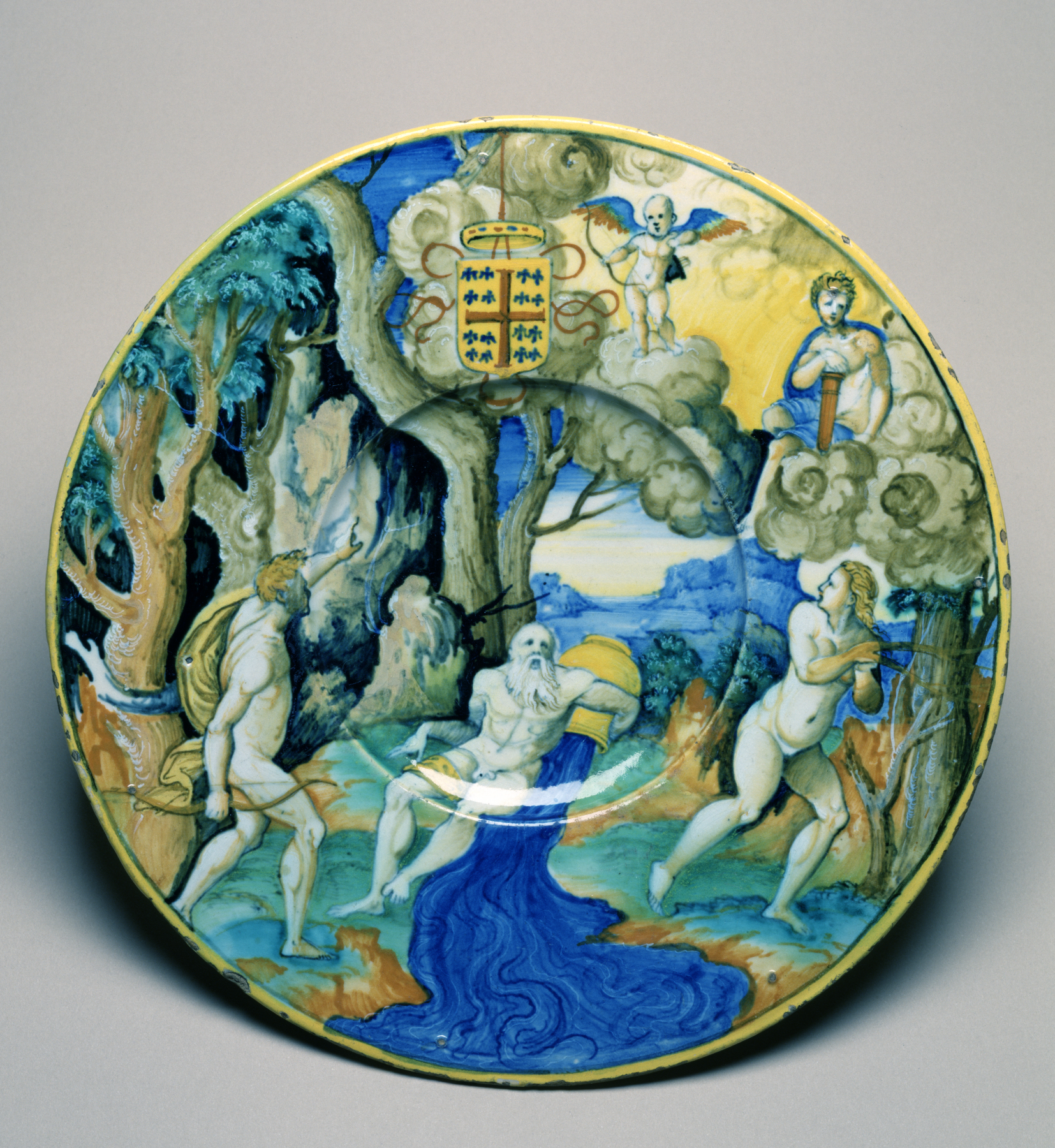
Assiette représentant Pénée, Apollon et Daphné, 1535

Dans la mythologie grecque, Pénée (en grec ancien Πηνειός / Pêneiós) est un dieu fleuve de Thessalie, associé au fleuve réel de Pénée. Il est le fils d'Océan et de Téthys. 

## Famille

### Ascendants
Les parents de Pénée sont les titans Océan et Téthys. Il est l'un de leur multiples fils, les dieux fleuves, généralement au nombre de trois mille, et a pour soeurs les Océanides, elles aussi au nombre de trois mille. Ouranos (le Flot) et Gaïa (la Terre) sont ses grands-parents tant paternels que maternels.

### Descendants
De la naïade Créuse, il a un fils Hypsée, roi des Lapithes et, selon Diodore, une fille, Stilbé. 
Par la mortelle Bura (en), une fille de Ion, il est le père d'Atrax (en) et par ce dernier le grand-père de Damasippé, Hippodamie et Cénis qui changera de sexe pour devenir le héros et roi des lapithes Cénée.
On lui donne également de nombreux autres enfants dont les mères ne sont pas précisées :
- Andréos, fondateur d'Orchomène en Béotie[7] ;
- Astabé qui par son union avec Hermès devint la mère d'Astacus, père d'Ioclès, père d'Hipponous[8] ;
- Chrysogénie, mère de Thissaeus par Zeus[9],
- Daphné, une nymphe qui sera poursuivie par Apollon[10],[11]. Dans une version arcadienne du mythe, Daphné était cependant donnée comme la fille du dieu fleuve Ladon[12] ;
- Iphis, mère de Salmonée par Éole, fils d'Hellen[13] ;
- Ménippé, femme de Pélasgos[14] ;
- Orséis, naïade de Thessalie et ancêtre mythique des Grecs ;
- Tricce (ou Tricca), éponyme de la ville de Tricca (en), elle aussi mentionnée comme sa fille[15].

Certaines sources affirment qu'il était aussi le père de Cyrène, la mère d'Aristée, bien qu'elle soit plus souvent vue comme sa petite-fille par Hypsée.

## Mythologie
Éros, le dieu de l'amour, furieux qu'Apollon se soit moqué de ses talents d'archer et prétendant également être irrité par le chant de ce dernier, atteignit ce dernier d'une flèche, le rendant amoureux fou de la nymphe Daphné. Éros prévoyait en effet également que Daphné méprise Apollon, la touchant d'une flèche de plomb. Daphné, désespérée et poursuivie par le dieu, pria son père le dieu-fleuve Pénée de l'aider. Il la transforma en laurier, qui devint plus tard un arbre sacré pour Apollon.